# عبيد الله بن الحسن بن الحصين العنبري
عبيد الله بن الحسن بن الحصين أبي الحر العنبري (100 هـ أو 106 هـ= 168 هـ)، قاضي البصرة في زمن الخليفة المهدي. هو عبيد الله بن الحسن بن الحصين بن مالك بن الخشخاش بن جناب بن الحارث بن خلف بن الحارث بن مجفر بن كعب بن العنبر بن عمرو بن تميم بن مر ولي قضاء البصرة بعد سوار بن عبد الله، وكان محمودا ثقة عاقلا من الرجال. سمع داود بن أبي هند وخالدا الحذاء وسعيدا الجريري روى عنه عبد الرحمن بن مهدي ومعاذ بن معاذ القاضي وخالد بن الحارث الهجيمي ومحمد بن عبيد الله الأنصاري وكان ثقة قدم بغداد أيام المهدي وكان مولده في سنة مائة وقيل سنة ست ومائة وولي القضاء بعد سوار بن عبد الله العنبري.

## في القضاء
تولى القصاء بعد سوار بن عبد الله
ذكر الخطيب البغدادي عن العجلي قال: لما مات سوار بن عبد الله طلبوا عبيد الله بن الحسن يستقضونه فهرب فقال له أبوه يا بني إن كنت هربت طلبا لسلامة دينك فقد أحسنت وإن كنت هربت لتكون أحرص لهم عليك فقد أحسنت أيضا فاستقضى بعد سوار. قال الوثيق بن يوسف: وما رأيت رجلا قط أعقل من عبيد الله بن الحسن بن الحصين بن أبي الحر العنبري.
تولى قضاء البصرة هو وعمر بن عامر وكانا يقضيان معا. ذكر البغدادي عن أبي سهل الرازي قال لم يشرك في القضاء بين أحد قط إلا بين عبيد الله بن الحسن بن الحصين العنبري وبين عمر بن عامر على قضاء البصرة وكانا يجتمعان جميعا في المجلس وينظران جميعا بين الناس قال فتقدم إليهما قوم في جارية لا تنبت فقال فيها عمر بن عامر هذه فضيلة في الجسم، وقال عبيد الله بن الحسن كل ما خالف ما عليه الخلقة فهو عيب.
عن أبي خليفة عن محمد بن سلام قال أتى رجل عبيد الله بن الحسن فقال كنا عند الأمير محمد بن سليمان فجرى ذكرك فذكرت بكل جميل فما استطاع يقبح أمرك يذكرك بشيء يعيبك به إلا المزاح فقال ويحك والله إني لأمزح وما أقول إلا حقا فلو قلت الساعة في داري عيسى بن مريم أكنت تصدقني قلت هذا من ذاك فقال لجصاص في داره يا جصاص قال لبيك قال ما اسمك قال عيسى قال ما اسم أمك قال مريم. قال ويحك فإذا اتفق لي مثل هذا فما أصنع.

## مع الخليفة المهدي
قال أبو علي إسماعيل بن إبراهيم بن بشر القرشي حدثنا أصحابنا أن المهدي كتب إلى عبيد الله بن الحسن وهو قاضي البصرة كتابا فقراه عبيد الله فرده فحمل عبيد الله إلى المهدي فعاتبه فكان فيما عاتبه به ان قال له رددت كتابي فقال عبيد الله يا أمير المؤمنين إني لم أرد كتابك ولكنه كان ملحونا وكتاب أمير المؤمنين لا يكون ملحونا فصدق المهدي مقالته واجازه ورده إلى عمله.
وعن محمد بن سلام الجمحي قال: وفد عبيد الله بن الحسن قاضي البصرة على أمير المؤمنين المهدي فتكلم بين يديه فبينا شبيب بن شبة يغدي أصحابه إذ جاءه رسول عبيد الله ابن الحسن يقول له إئتني الساعة فغسل يديه وقال لأصحابه اتموا غداءكم وركب إليه فقال له إني تكلمت اليوم بين يدي أمير المؤمنين وأبو عبيد الله حاضر فأحب أن تأتيه عسى أن يجري لي ذكر فتنظر هل عجب لكلامي قال شبيب فجئته فقال لي قد تكلم اليوم صاحبكم بين يدي أمير المؤمنين فقلت له فما سمعت فقال رسائل غيلان ومواعظ الحسن نسج بين ذلك فملح.
ذكر البغدادي عن أبي عبد الله قال: كتب المهدي إلى عبيد الله بن الحسن قاضي البصرة يأمره انظر إلى الأرض التي يخاصم فيها فلان التاجر فلان القائد فاقض بها للقائد قال اجمع شهودا فجمع جماعة فكتب عليه حكما للتاجر ثم قال اذهب الآن فقد طوقتك طوقا لا يفكه عنك خمسون قينا قال فعزله المهدي.

## ما يذكر عنه
عن عبد الرحمن بن مهدي قال: كنا في جنازة فيها عبيد الله بن الحسن وهو على القضاء فلما وضع السرير جلس وجلس الناس حوله قال فسألته عن مسألة فغلط فيها فقلت أصلحك الله القول في هذه المسألة كذا وكذا إلا أني لم أرد هذه إنما أردت أن أرفعك إلى ما هو أكبر منها فاطرق ساعة ثم رفع رأسه فقال إذا أرجع وأنا صاغر إذا أرجع وأنا صاغر لأن أكون ذنبا في الحق أحب إلي من أن أكون رأسا في الباطل
عن إبراهيم بن عبد الملك قال شتم رجل عبيد الله بن الحسن العنبري القاضي فقال عبيد الله وقبض على لحيته شيبتي تمنعني من أن أرد عليك.
عن رافع بن دحية المسلي حدثني عبيد الله بن الحسن قاضي البصرة قال كانت عندي جارية عجمية وضيئة وكنت بها معجبا وكانت ذات ليلة نائمة إلى جنبي فانتبهت فلم أجدها فالتمستها فلم أجدها وقلت سر فلما وجدتها وجدتها ساجدة وهي تقول بحبك لي اغفر لي قلت لها لا تقولي هكذا قولي بحبي لك اغفر لي فقالت يا بطال حبه لي أخرجني من الشرك إلى الإسلام وبحبه لي ايقظ عيني وأنام عينك قلت اذهبي فأنت حرة لوجه الله قالت يا مولاي أسأت إلي كان لي أجران صار لي أجر واحد.
عن أبي عبيد الله محمد بن علي الآجري قال قلت لأبي داود سليمان بن الأشعث عبيد الله بن الحسن عندك حجة قال كان فقيها.

## وفاته
ذكر البغدادي في تاريخه عن أحمد بن زهير قال قال لي يحيى بن معين يقال إن عبيد الله بن الحسن بن الحصين العنبري ولد سنة مائة ويقال سنة ست ومائة وولي القضاء سنة سبع وخمسين.
وعن أبي حسان الزيادي قال سنة ثمان وستين ومائة فيها مات عبيد الله بن الحسن العنبري قاضي البصرة في ذي القعدة. وعن ابن قانع أن عبيد الله بن الحسن العنبري التميمي القاضي مات في ذي القعدة من سنة ثمان وستين ومائة.